# Кохиус, Пётр Иванович
Пётр Иванович Кохиус (нем. Peter Wilhelm von Kochius; 1759—1821) — русский военачальник, генерал-майор (с 17.12.1799).

## Биография
Родился в 1759 году.
На военной службе с 1766 года.
Служил в войсках стражи. Был окружным генералом Отдельного корпуса Внутренней стражи (3-й округ, командовал также 5-м округом).
С 2 ноября 1798 по 17 декабря 1799 года — командир Таврического гренадерского полка, затем до 29 января 1800 года — шеф Кабардинского мушкетерского полка.
Умер в 1821 году.
Его сын — Василий.

## Награды
- Награждён орденом Св. Георгия 4-й степени (№ 1463; 15 декабря 1802).
- Также награждён другими орденами Российской империи.